# نورت لینبروک (نیویورک)
نورت لینبروک (به انگلیسی: North Lynbrook) یک منطقهٔ مسکونی در ایالات متحده آمریکا است که در شهرستان نساو، نیویورک واقع شده‌است. نورت لینبروک ۰٫۲ کیلومتر مربع مساحت و ۷۹۳ نفر جمعیت دارد و ۰ متر بالاتر از سطح دریا واقع شده‌است.